# Třída Naresuan
Třída Naresuan (či též třída F25T) je třída raketových fregat Thajského královského námořnictva. Jedná se o komplexně přepracované čínské fregaty typu 053H2G (v kódu NATO: Jiangwei I), vybavené západní elektronikou a výzbrojí. Objednány byly především díky své nízké ceně. Celkem byly postaveny dvě jednotky této třídy. Námořnictvo je provozuje od roku 1995.

## Stavba
Čínská loděnice China State Shipbuilding Corporation postavila v Šanghaji celkem dvě fregaty této třídy, pojmenované Naresuan a Taksin. Thajsko fregaty získalo za velmi příznivou cenu, obě jednotky však po dokončení trpěly nízkou kvalitou výroby a velmi nízkou odolností v boji.
Jednotky třídy Naresuan:
| Jméno             | Založení kýlu | Spuštěna      | Vstup do služby | Poznámka |
| ----------------- | ------------- | ------------- | --------------- | -------- |
| Naresuan (FF 421) | červenec 1991 | prosinec 1993 | leden 1995      | aktivní  |
| Taksin (FF 422)   | květen 1991   | září 1994     | říjen 1995      | aktivní  |

## Konstrukce

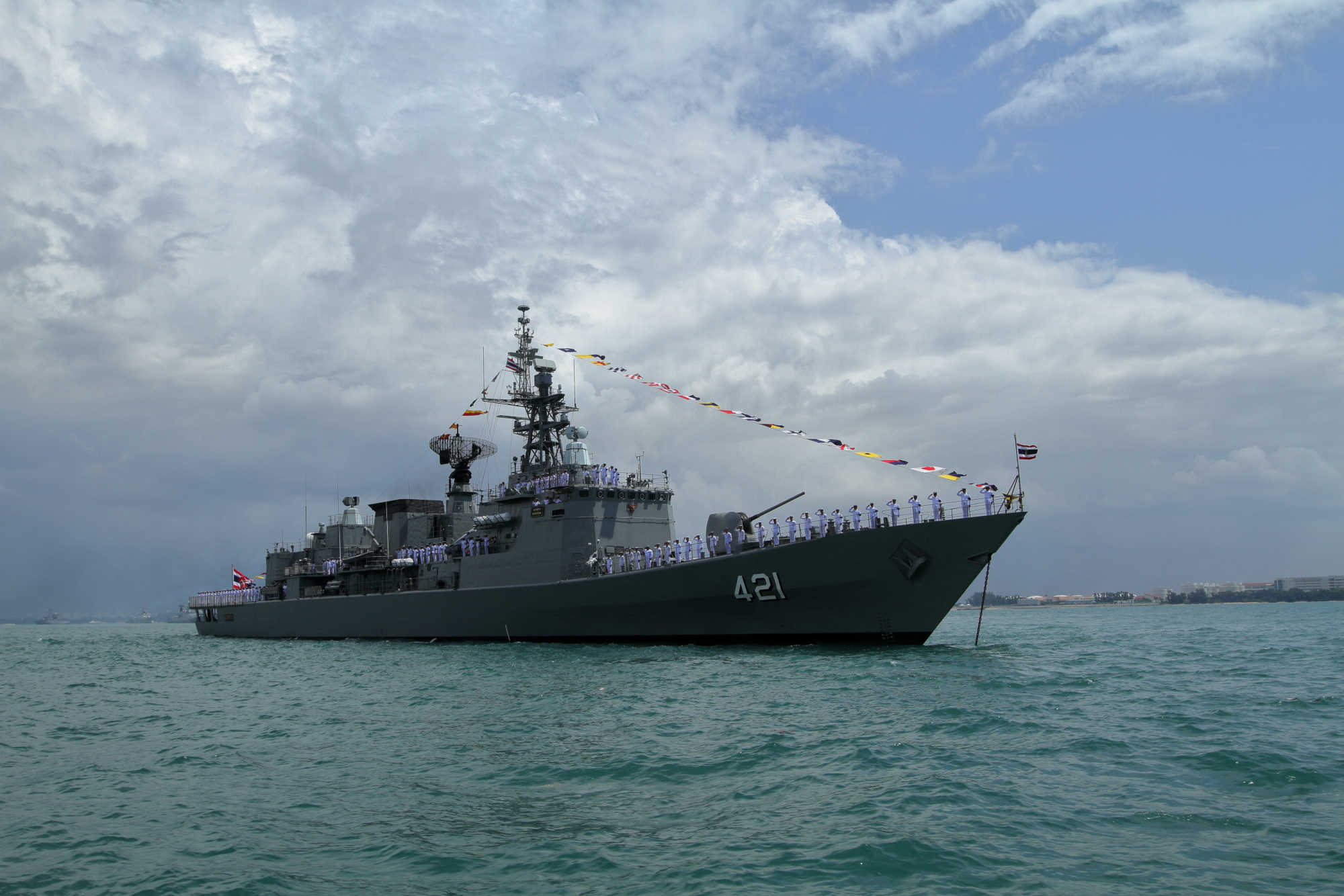
Naresuan (FF 421)

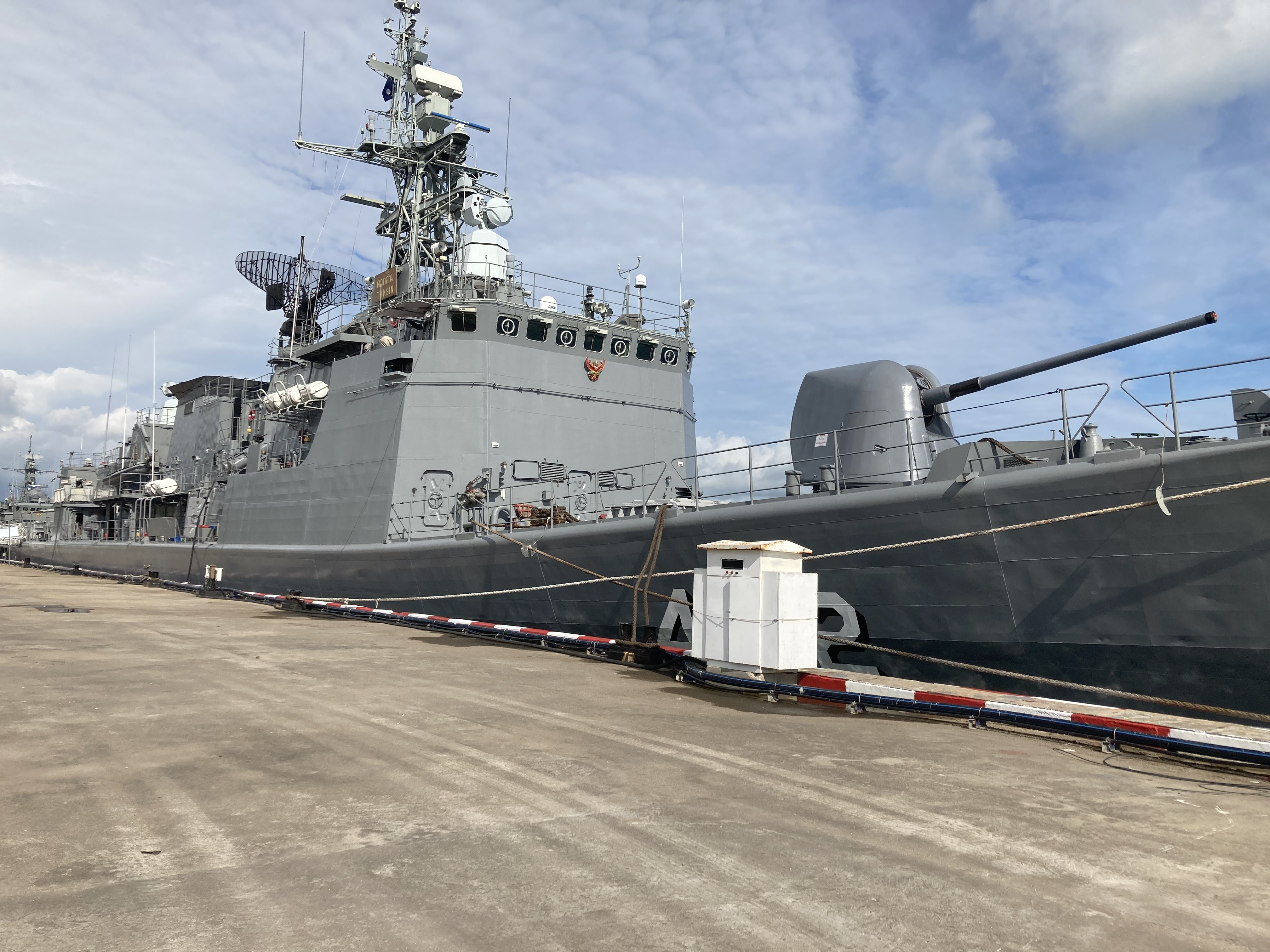
Taksin (FF 422)

Fregaty nesou 3D vyhledávací radar Saab Sea GIRAFFE AMD, vyhledávací radar Thales LW-08 a radar pro řízení palby Thales STIR. K vyhledávání ponorek slouží trupový sonar DE-1160.
Hlavňovou výzbroj fregat tvoří jeden 127mm kanón Mk 45 Mod 2 v dělové věži na přídi a dva čínské dvouúčelové 37mm dvojkanóny typu 76. K ničení hladinových lodí slouží dva čtyřnásobné vypouštěcí kontejnery pro protilodní střely Harpoon. Na přídi fregaty se nachází osminásobné vertikální vypouštěcí silo Mk 41. V něm byly původně neseny protiletadlové řízené střely Sea Sparrow v počtu 32 kusů (do jedné buňky sila se vejde pouzdro obsahující čtyři střely). V lednu 2013 americká vláda odsouhlasila dodání mnohem modernějších řízených střel ESSM s dosahem přes 27 km. Těch fregaty ponesou stejný počet. K ničení ponorek slouží dva trojité 324mm torpédomety amerického typu Mk 32, ze kterých jsou vypouštěna lehká protiponorková torpéda Mk.46 a Mk.50. Na zádi fregat je přistávací plocha a hangár pro uložení jednoho protiponorkového vrtulníku.
Pohonný systém je koncepce CODOG. Tvoří ho dvě plynové turbíny General Electric LM2500 pro bojovou činnost a dva diesely MTU 20V1163 TB83 pro plavbu ekonomickou rychlostí. Lodní šrouby jsou dva. Nejvyšší rychlost dosahuje 32 uzlů. Dosah je 4000 námořních mil při 18 uzlech.

### Modernizace

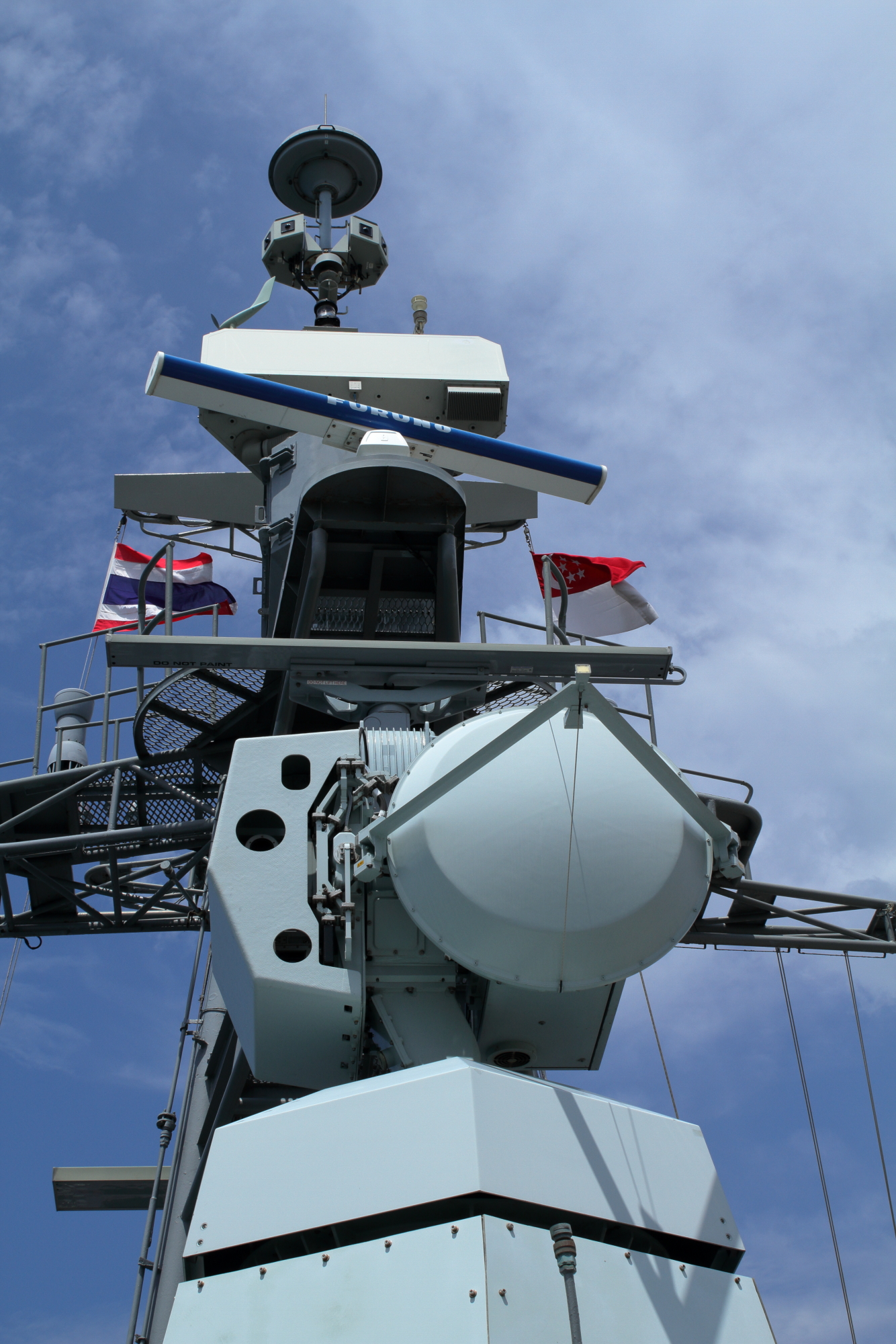
Radar Sea Giraffe a systém ízení palby CEROS 200 fregaty Naresuan

V rámci modernizace, kterou v letech 2011–2014 provedla společnost Saab, fregaty dostaly nový bojový řídící systém 9LV Mk4, systém řízení palby CEROS 200 a nový datalink. Díky datalinku jsou schopny efektivní spolupráce s thajskými stíhacími letadly JAS 39 Gripen a letadly pro včasnou výstrahu Saab 340 AEW&C.